# Marianne Hainisch
Marianne Hainisch (nascida Marianne Perger; Baden, 25 de março de 1839 – Viena, 5 de maio de 1936) foi a fundadora e líder do movimento de mulheres da Áustria. Ela também era mãe de Michael Hainisch, segundo Presidente da Áustria (1920–1928). 

## Início de vida
Marianne Perger nasceu em 1839 em Baden, Áustria. Sua mãe contratou tutores para a educação de Marianne e seus irmãos. Seu pai, Josef Perger, era dono de fábricas em Hirtenberg.
Em 1857 Marianne casou-se com Michael Hainisch, dono de uma fábrica de fiação em Aue, com quem teve dois filhos: Michael (1858) e Maria (1860). Em 1868 a família mudou-se para Viena. Durante a Guerra Civil Americana (1861–1865) a fábrica da família estava em crise, já que não poderiam importar algodão dos Estados Unidos.

## Ativismo
No final dos anos 1860, Marianne viu a dificuldade que uma amiga sua tinha em conseguir um emprego para sustentar a família após o esposo ficar doente. Apesar dos inúmeros esforços da amiga (ela falava vários e idiomas e possuía habilidades musicais), ela era incapaz de encontrar um trabalho. Para Marianne, ficou clara a importância da educação em possibilitar que mulheres da classe média conseguissem um emprego. Em 1870 ela escreveu um artigo (Sobre a Educação das Mulheres), o qual nenhum jornal queria publicar. Em uma reunião em 25 de março de 1870 ela apresentou seu artigo, culminando com um apelo à cidade de Viena para instituir classes paralelas para meninas. Essa notícia foi amplamente divulgada pelos jornais e resultou na doação de 40 000 gulden por um banco para a fundação de uma escola para meninas. 
Em 1888 Hainisch deu início à Liga para a Educação Ampliada da Mulher, que defendia que as mulheres pudessem se matricular no ensino superior. Em 1902, ela fundou a Federação das Organizações Femininas Austríacas e foi sua presidente até 1918. Em 17 de outubro de 1906 ela convocou uma reunião do Komitee für Frauenstimmrecht (Comitê pelo Sufrágio Feminino), acolhendo as oradoras Carrie Chapman Catt e Aletta Jacobs, que haviam participado recentemente da terceira conferência da Aliança Internacional pelo Sufrágio Feminino, realizada em Copenhague. A sufragista austríaca Friederike Zeileis foi a tradutora de Catt, e Hainisch notificou o grupo que milhares de assinaturas haviam sido coletadas em uma petição a ser apresentada ao legislativo, pedindo a revogação da Seção 30 da Lei de Associação. A Seção 30 era a parte do código legal que negava autoridade política às mulheres. Em 1919 ela foi eleita vice-presidente do Conselho Internacional de Mulheres e permaneceu no cargo até 1924. 
No outono de 1918 Marianne Hainisch juntou-se ao Partido Civil-Democrático, e onze anos depois foi co-fundadora do Partido Austríaco das Mulheres. Hainisch também é considerada como a precursora do Dia das Mães na Áustria, celebrado desde 1924.

## Morte e legado
Hainisch morreu em 5 de maio de 1936.
Em 1967 sua cidade natal, Baden, inaugurou uma estátua em sua homenagem. Em 1989 a Áustria lançou um selo comemorativo em virtude do seu 150º aniversário. Em 2002, uma rua em Viena (Marianne-Hainisch-Gasse) foi batizada em sua homenagem.

## Obras
- On the Education of Women, 1870
- The Mothers, 1913.